# ジガルタンダ・ダブルX
『ジガルタンダ・ダブルX』（ジガルタンダ・ダブルエックス、Jigarthanda DoubleX）は、2023年のインドのタミル語アクションドラマ映画。カールティク・スッバラージが監督・脚本を務め、主要キャストとしてラーガヴァー・ローレンス、S・J・スーリヤー、ニミシャ・サジャヤン、イラヴァラス、サティヤン、ナヴィーン・チャンドラ、シャイン・トーム・チャッコーが出演している。2014年公開の『ジガルタンダ』の精神的続編であり、1970年のマドゥライを舞台にギャングを暗殺するため映画監督に扮して映画撮影に挑む警察官の姿を描いている。

## ストーリー
1973年。タミル・ナードゥ州警察のラトナ・クマール警視はゾウの密猟者シェッターニの摘発任務を受けて、コンバイの森に赴任し、彼はシェッターニの被害を受けている現地の部族からシェッターニの居場所を聞き出そうと彼らを拷問にかける。同じころ、マドラスで暮らす青年キルバイは州警察の警部補に内定し、それを伝えるため恋人ルルドの大学を訪れるが、大学内で発生した学生殺人事件の犯人として逮捕されてしまう。
1975年。タミル・ナードゥ州首相のチンターマニが国政への転身を表明し、新首相が選出されることになった。人気俳優で与党政治家の一員でもあったジェヤコディは州首相に名乗りを挙げるが、政敵のカールメガム大臣によって主演映画の上映を妨害されてしまう。カールメガム大臣はギャング連合「ジガルタンダ極悪連合」の後ろ盾を得て州首相の座を狙い、ジェヤコディの人気を失墜させるために若手俳優のチンナーをスター俳優に仕立て上げることを画策する。一方、追い詰められたジェヤコディは弟のラトナに、カールメガム大臣を追い落とすためにジガルタンダ極悪連合の幹部4人を殺害するように依頼する。依頼を引き受けたラトナは、キルバイを含む不祥事を起こして収監中の元警官4人を放免・復職と引き換えにジガルタンダ極悪連合の幹部4人を殺害することを命令し、キルバイはマドゥライを拠点とするアリアス・シーザー殺害を任される。同じころ、クリント・イーストウッドを敬愛するシーザーはカールメガム大臣との会合の場で、ある映画監督から「黒い肌の人間はスター俳優になれない」と言われたことに激怒し、自身が「タミル語映画初の黒い肌の主演俳優」として出演する映画の製作を決意し、監督のオーディションを開催する。オーディションの噂を聞いたキルバイは、映画業界で働く甥ドゥライを連れてオーディション会場に向かい、「サタジット・レイの弟子レイ・ダース」と名乗り、シーザーの生涯を描く映画の製作を語り、監督に起用される。
キルバイは、シーザーが「イーストウッドからもらった」と語るスーパー8フィルム・カメラを手に撮影を始めるが、指示を受け付けず勝手な行動をとるシーザーに翻弄され、殺害の機会を得られずにいた。撮影を進める中、シーザーがコンバイの森出身で、幼少期に父カリヤンと兄と共に森の神と崇められているゾウを殺した際に兄を失い、そのショックで正気を失った父と共に村を追われたことが明かされる。そんな中、シーザーは妻マラヤラシの安産祈願の祝典にカールメガム大臣と幹部3人を招待するが、その日の夜に幹部の一人がキルバイの仲間によって殺害される。関与を疑われたキルバイは、側にいたムルガンを「警察の内通者」に仕立て上げて難を逃れるが、その際に自分が逮捕された大学生殺害事件の真犯人がシーザーであり、彼によって濡れ衣を着せられたことを知る。事実を知ったキルバイは復讐を企み、シーザーに「傑作映画を作るため、君の故郷を脅かすシェッターニを捕縛するシーンを撮影したい」と申し出る。故郷に戻ったシーザーはラトナと面会し、シェッターニを生け捕りにすることを条件に捕らえられていた村人たちを解放する。仲間を解放したシーザーを村人たちは歓迎し、その日の夜にシェッターニたちが村を襲撃するが、シーザーに撃退される。翌朝、シーザーはシェッターニを捕まえに向かうが返り討ちにされ、瀕死の重傷を負う。シーザーの敗北を見届けたキルバイはその場を立ち去ろうとするが、考えを改めて彼を村に連れ戻ったことで、シーザーは治療を受けて命を取り留める。回復したシーザーは再びシェッターニに戦いを挑み勝利し、彼を生け捕りにする。
シーザーはチンターマニ州首相同席のもとでシェッターニを警察に引き渡し、容疑者として拘束されていた村人たちが解放される。シェッターニの脅威から解放された村では祝宴が催され、キルバイは村の女性パインギリと結婚する。翌朝、キルバイとシーザーは森の中で瀕死の重傷を負ったシェッターニを発見し、彼からゾウの密猟を行っていたのはチンターマニの指示であり、彼女が中央政府での地位を得るためにデリーの有力者たちに象牙を贈っていたことを明かし、さらにチンターマニが事実を隠蔽するため、ラトナにシーザーと村人たちの一掃を指示したことが伝えられる。キルバイは村人たちに脱出するように訴えるが、シーザーは部族の誇りを掲げて警察に立ち向かうことを訴え、村人たちと共に滅びることを選択する。やがてラトナが率いる特殊部隊がブラを襲撃し、シーザーやマラヤラシをはじめとした村人たちは皆殺しにされ、虐殺を撮影したキルバイはパインギリと生まれたばかりのシーザーの息子を連れて脱出するが、ラトナに銃撃される。数週間後、チンターマニはジェヤコディを次の州首相に指名し、後ろ盾のシーザーを失ったカールメガムは大臣の地位を失ってしまう。失脚後、壊滅した村を訪れたカールメガムはキルバイが撮影したフィルムを発見し、そのフィルムを編集した映画をシーザーへの手向けとして州内の主要な劇場で上映させる。映画を観た観客はシーザーの生涯と政府・警察による部族虐殺とチンターマニの汚職に激怒し、各地で暴動が発生した挙句、中央政府にも事態が知れ渡ったことでチンターマニの中央政界進出の道が立たれてしまう。チンターマニは報復としてラトナにカールメガム殺害を命令し、ラトナはカールメガムがいる劇場に向かうが、そこで生き延びていたキルバイと出会い、彼に射殺される。キルバイはパインギリとシーザーの息子のもとに戻り、生前のマラヤラシの意思に従い、シーザーの息子に「セードゥ」と名付ける。

## キャスト
- アリアス・シーザー（アリヤン） - ラーガヴァー・ローレンス（英語版）
  - 幼少期のアリヤン - ガネーシュ
- クルバーカラン（キルバイ） / レイ・ダース - S・J・スーリヤー
- マラヤラシ - ニミシャ・サジャヤン
- カールメガム大臣 - イラヴァラス（英語版）
- ラトナ・クマール警視 - ナヴィーン・チャンドラ（英語版）
- ドゥライ・パーンディ - サティヤン（英語版）
- パインギリ - サンチャナー・ナタラージャン（英語版）
- ジェヤコディ - シャイン・トーム・チャッコー（英語版）
- チンナー - アラヴィンド・アーカーシュ（英語版）
- カリヤン - アシュラフ・マッリッシェーリ
- シェッターニ - ヴィドゥ
- シンダナイ・ラーニー州首相（チンターマニ） - カピラ・ヴェーヌ
- ジョーティ - タミル
- サンガイヤン - テーニ・ムルガン
- S・B・チャンダル監督 - バワー・チェッラドゥライ（英語版）（カメオ出演）
- ルルド - シーラ・ラージクマール（英語版）（カメオ出演）
- ムルガン - ヴィシュヌ・ゴーヴィンド
- ゴーヴィンダン - アーディティヤ・バースカル
- ラクシュミ - スジャータ・バーブ
- カーダル - ラヴィ・マスター
- ペリヤーワル - ラトナム
- マーリ・ムットゥパーンディ
- ミッドランド劇場の観客 - サナント（英語版）（ノンクレジット）

## 製作

### 企画
2022年4月初旬、カールティク・スッバラージが『ジガルタンダ』の続編を製作することが報じられた。報道ではライカー・プロダクションズのスバースカラン・アッリラージャーが製作費を提供し、ラーガヴァー・ローレンスが主演を務めること、ボビー・シンハーが前作に引き続き出演することが明かされたが、最終的にボビー・シンハーは出演しなかった。当初の構想では『ジガルタンダ』でボビー・シンハーが演じたセードゥの父親を描く予定だったが、物語に自然環境のテーマを取り入れることを決め、森林地帯を追われた部族を題材にするためインド各地の事例を調べて脚本を執筆したという。8月1日に続編の企画が正式に発表され、S・J・スーリヤー、サントーシュ・ナーラーヤナン、ニミシャ・サジャヤンが参加することが明かされた。8月31日のガネーシュ・チャトゥルティーに合わせ、カールティク・スッバラージはプリプロダクションが始まったことを公表し、同時に続編は『ジガルタンダ』との直接的な繋がりのない物語になることも明かしている。また、撮影監督には『ペーッタ』『Mercury』に引き続きティルが起用されたほか、シャフィーク・ムハンマド・アリが編集技師に起用された。12月11日にプロモーションビデオが公開され、続編のタイトルが「ジガルタンダ・ダブルX（Jigarthanda DoubleX）」であることが発表された。

### 撮影
2022年12月12日からマドゥライで主要撮影が始まり、ケララ州とタミル・ナードゥ州の各地で撮影が行われた。また、舞台設定に合わせて大規模な撮影セットが建設され、コダイカナル近郊のターンディックディに建設された撮影セットで大部分の撮影が行われた。シェッターニ役のヴィドゥは格闘シーンを撮影する際に「動物のように闘う」ことを要求されたため、役作りのために体操とシランバムの訓練を受けたという。このほか、視覚効果処理されたクリント・イーストウッドの映像が、作中で上映される映画のシーンとして挿入されている。2023年7月に撮影は終了した。

### 音楽
映画音楽とサウンドトラックの作曲は、サントーシュ・ナーラーヤナンが手掛けている。
| #         | タイトル      | 作詞                               | 作曲・編曲 | 歌手 | 時間 |
| --------- | ------------- | ---------------------------------- | ---------- | --- | ---- |
| 1.        | 「Maamadura」 | ヴィヴェーク                       |            | ディー、サントーシュ・ナーラーヤナン                                                                                 | 3:03 |
| 2.        | 「10000 Pax」 | オフロー                           |            | オフロー | 3:02 |
| 3.        | 「Theekuchi」 | ムタミル、プーヴァン・マティーサン |            | ユーヴァン・シャンカル・ラージャー、サントーシュ・ナーラーヤナン                                                     | 2:57 |
| 4.        | 「Oyyaram」   | ヴィヴェーク                       |            | ミーナクシ・イラヤラージャー、ミーナクシ・サントーシュ、アーディティヤ・ラヴィンドラン、サントーシュ・ナーラーヤナン | 3:45 |
| 合計時間: | 合計時間:     | 合計時間:                          | 合計時間:  | 10:30 |      |

## 公開
2022年12月11日にファーストルックポスターが公開され、翌12日に予告編が公開された。2023年11月10日に劇場公開され、2024年1月26日には第53回ロッテルダム国際映画祭のライムライト部門で上映されたほか、第55回インド国際映画祭のインド・パノラマ部門でも上映された。配給はレッド・ジャイアント・ムービーズがインド国内、アヒンサー・エンターテインメントが海外市場を手掛けている。また、2023年12月8日からはNetflixで配信が開始されている。

## 評価

### 批評

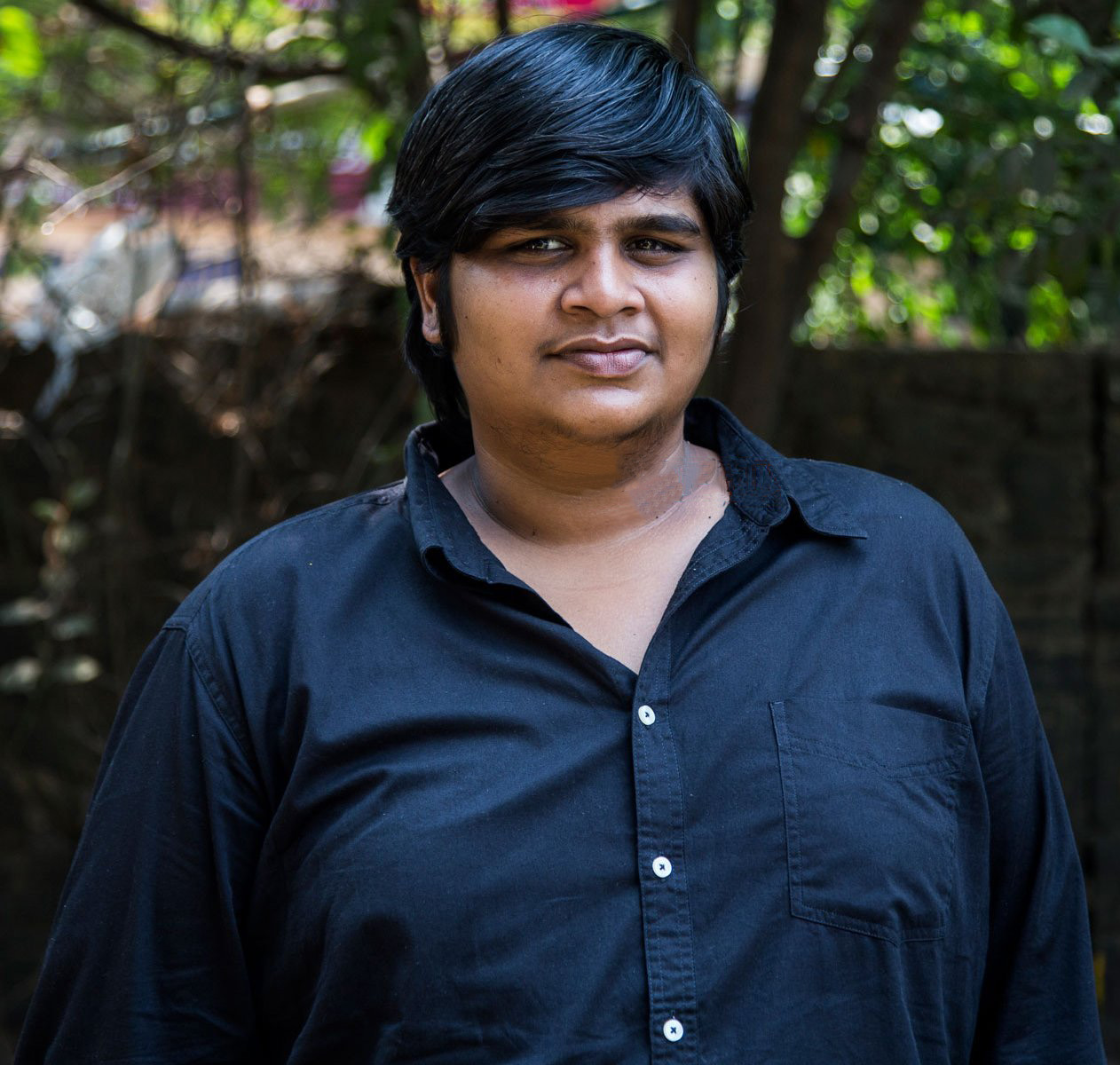
カールティク・スッバラージ

『ジガルタンダ・ダブルX』は批評家から好意的な評価を得ており、『タミル・ガーディアン』のクリシュナ・セルヴァセーランは4.5/5の星を与え「おそらく、スッバラージはこれまでのキャリアの中で最高の作品を生み出したのかもしれない。本作は、あらゆる面で前作を上回っている」と批評し、『ピンクヴィッラのS・デーヴァシャンカルは4/5の星を与えて「『ジガルタンダ・ダブルX』は絶対に劇場で観るべき映画だ。素晴らしい脚本、演技、音楽、カメラワークが健全な映画体験を提供してくれる。長大な上映時間にもかかわらず、観客を満足させてくれることは間違いない」と批評している。また、『OTTプレイ』のマノージュ・クマールは3.5/5の星を与え「カールティク・スッバラージは感動的な映像と力強い演技によって魅力的な映画体験を提供するのと同時に、社会に対する映画の責任を強調している」と批評し、『インディアン・エクスプレス』のキルバカル・プルショーッタマンも3.5/5の星を与えて「カールティク・スッバラージ作品は、一度に多くのことを表現しようとしてくる。何でも屋であり、唯一無二の存在でもある。実に美味で面白いメタ映画だ」と批評している。
『インディア・トゥデイ』のジャーナキ・Kは3.5/5の星を与え「『ジガルタンダ・ダブルX』は、これまでカールティク・スッバラージが手掛けた作品の中でも最高傑作の一つに挙げられる。そして、この監督が調子を取り戻したことは実に喜ばしいことだ」と批評し、『ザ・タイムズ・オブ・インディア』のローゲーシュ・バーラチャンドランは3/5の星を与えて「カールティク・スッバラージは映画の持つ影響力を探求する作品を再び手掛けたが、その強い意志と大興奮のシーンがあるにもかかわらず、物語はインターミッションを経て後半に入ると、まとまりを失ってしまった。結局のところ、『ジガルタンダ・ダブルX』は『ジガルタンダ』の再現を大真面目に試みた作品だが、その偉業にはわずかに及ばない」と批評している。また、『ファーストポスト』のプリヤンカー・スンダルも3/5の星を与え「『ジガルタンダ・ダブルX』はちょっとした西部劇映画だが、カウボーイの代わりに田舎のギャングが拳銃やカメラといった武器を手に暴れ回っている」と批評し、『ザ・ヒンドゥー』のブヴァネーシュ・チャンダルは「『ジガルタンダ・ダブルX』は、カールティク・スッバラージ監督作品の中で最もハートフルな作品だ。ラーガヴァー・ローレンスとS・J・スーリヤーをダブル主演に起用したカールティク・スッバラージの"パーンディヤ・ウェスタン映画"は、2014年の『ジガルタンダ』の精神とスパゲッティ・ウェスタンの精神を融合させ、これまでのキャリアの中で最も政治的でハートフルな映画に仕上がっている」と批評している。
『ザ・ウィーク』のラクシュミ・スブラマニヤンは2/5の星を与え「2作目もまた、ギャングを中心として映画製作を巡る物語が展開される。1作目の『ジガルタンダ』を観賞してスッバラージに何か大きなことを期待していたのであれば、この映画には失望させられるだろう」と批評し、『ニュース・ミニッツ』のバーラティ・シンガラヴェールは「『ジガルタンダ・ダブルX』は、カールティク・スッバラージの政治的見解を3時間近くかけて語りかけた苦悩に満ちた声明であるが、彼の初期作品における要素がいくつか残っている。カールティク・スッバラージが映画を政治変革の手段になると信じるのなら、喝采を浴びるような表面的な仕草よりも、もっと深く物事を考えることが必要だ」と批評している。

### 受賞・ノミネート
| 映画賞                       | 授賞日           | 部門                       | 対象                         | 結果       | 出典   |
| ---------------------------- | ---------------- | -------------------------- | ---------------------------- | ---------- | ------ |
| アーナンダ・ヴィカタン映画賞 | 2024年5月31日    | 監督賞                     | カールティク・スッバラージ   | 受賞       | [ 40 ] |
| アーナンダ・ヴィカタン映画賞 | 2024年5月31日    | 主演女優賞                 | ニミシャ・サジャヤン         | 受賞       | [ 40 ] |
| アーナンダ・ヴィカタン映画賞 | 2024年5月31日    | 作曲賞                     | サントーシュ・ナーラーヤナン | 受賞       | [ 40 ] |
| アーナンダ・ヴィカタン映画賞 | 2024年5月31日    | 美術監督賞                 | T・サンダーナム              | 受賞       | [ 40 ] |
| アーナンダ・ヴィカタン映画賞 | 2024年5月31日    | メイクアップ賞             | ヴィノート・スグマーラン     | 受賞       | [ 40 ] |
| アーナンダ・ヴィカタン映画賞 | 2024年5月31日    | 衣裳賞                     | プラヴィーン・ラージャー     | 受賞       | [ 40 ] |
| 第12回南インド国際映画賞     | 2024年9月14-15日 | 音楽監督賞                 | サントーシュ・ナーラーヤナン | ノミネート | [ 41 ] |
| 第12回南インド国際映画賞     | 2024年9月14-15日 | 女性プレイバックシンガー賞 | - ディー - 「Maamadura」     | ノミネート | [ 41 ] |
| 第3回IIFAウトサヴァム        | 2024年9月27日    | 監督賞                     | カールティク・スッバラージ   | ノミネート | [ 42 ] |